# Matthieu Udol
Matthieu Udol (Metz, 20 maart 1996) is een Frans voetballer, die doorgaans speelt als linkervleugelverdediger. Udol stroomde in juli 2015 door uit de jeugdreeksen van FC Metz.

## Clubcarrière
Udol doorliep de jeugdreeksen van FC Metz en maakte in juli 2015 de overstap naar het eerste elftal. Hij werd onmiddellijk verhuurd aan RFC Seraing alwaar hij op 29 augustus 2015 zijn debuut maakte in de uitwedstrijd op AFC Tubize. In de tweede helft werd Udol ingebracht maar kon niet helpen verhinderen dat de wedstrijd met 3–1 werd verloren. In januari 2016 keerde Udol terug naar Metz. Op 18 maart 2016 maakte Udol zijn officieel debuut voor Metz. In de uitwedstrijd tegen Paris FC speelde hij de volledige wedstrijd die uiteindelijk met 1–2 werd gewonnen. Op het einde van het seizoen promoveerde hij met Metz naar de Ligue 1. Mede door een blessure aan de kruisbanden kwam hij het seizoen 2016/17 niet veel in actie. Uiteindelijk maakte Udol zijn debuut op het hoogste Franse niveau op 18 april 2017 in de thuiswedstrijd tegen Paris Saint-Germain. Udol speelde de volledige wedstrijd die uiteindelijk met 2–3 werd verloren.

## Clubstatistieken
| Seizoen | Club          | Competitie    | Competitie | Competitie | Beker | Beker | Internationaal | Internationaal | Totaal | Totaal |
| Seizoen | Club          | Competitie    | Wed.       | Dlp.       | Wed.  | Dlp.  | Wed.           | Dlp.           | Wed.   | Dlp.   |
| ------- | ------------- | ------------- | ---------- | ---------- | ----- | ----- | -------------- | -------------- | ------ | ------ |
| 2015/16 | → RFC Seraing | Tweede klasse | 12         | 3          | 0     | 0     | —              | —              | 12     | 3      |
| 2015/16 | FC Metz       | Ligue 2       | 8          | 0          | 0     | 0     | —              | —              | 8      | 0      |
| 2016/17 | FC Metz       | Ligue 1       | 3          | 0          | 0     | 0     | —              | —              | 3      | 0      |
| 2017/18 | FC Metz       | Ligue 1       | 6          | 0          | 0     | 0     | —              | —              | 6      | 0      |
| 2018/19 | FC Metz       | Ligue 2       | 5          | 0          | 0     | 0     | —              | —              | 5      | 0      |
| Totaal  | Totaal        | Totaal        | 34         | 3          | 0     | 0     | 0              | 0              | 34     | 3      |

Bijgewerkt op 29 mei 2019.